# 霊丘神社
霊丘神社（れいきゅうじんじゃ）は、長崎県島原市に鎮座する神社である。旧社格は県社。

## 歴史
島原の乱の後、当地を治めた高力氏により東照宮が勧請されたことに始まる。1883年（明治16年）には高力氏の後を受けた島原藩主松平氏（深溝松平家）七代の霊を合祀し現在の名称になった。

## 祭神
- 徳川家康（東照大権現）
- 宗像大神
- 稲荷明神
- 島原藩主松平氏の霊七柱

## 境内
- 島原護国神社

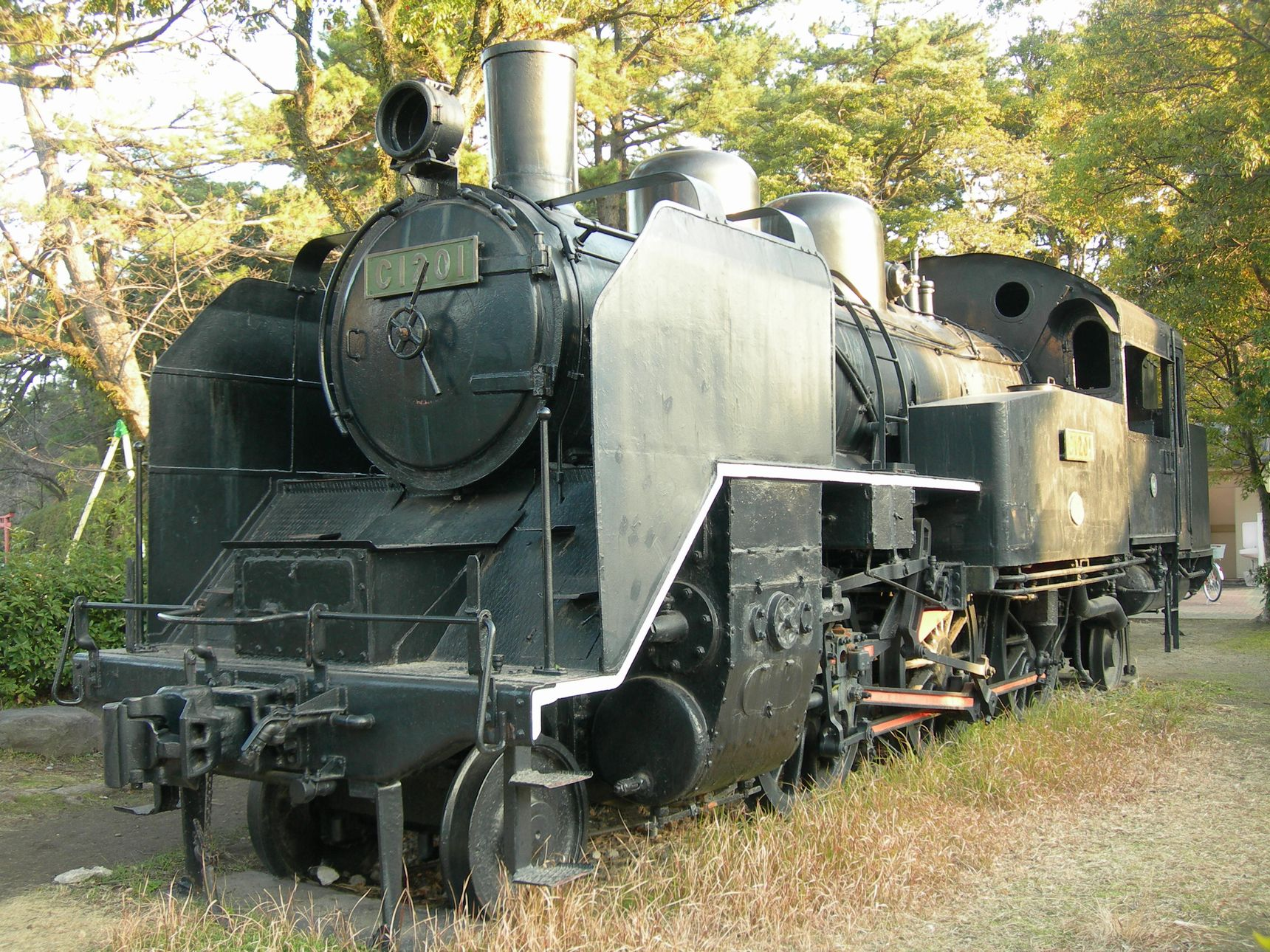
境内に静態保存されている島原鉄道C1201号蒸気機関車

- 島原鉄道C12形蒸気機関車（C1201号機）
- 植木元太郎像（島原鉄道初代社長、島原市初代市長）

## 周辺
- 霊丘公園（当社境内を含む）
- 島原市霊丘公園体育館・弓道場

## アクセス
- 島原鉄道霊丘公園体育館駅下車。